# 거북놀이
거북놀이는 한국 전통 민속놀이의 하나이다.
거북놀이는 주로 경기도·충청도 지방에서 추석날 저녁에 동리의 여러 잡귀·잡신을 쫓고 마을 사람들의 무병장수를 기원하기 위하여 행하는 놀이이다. 아이들이 수수댓잎을 새끼로 엮어 거북의 모양을 만들어, 앞에 한 사람, 뒤에 한 사람 모두 두 사람이 그 속에 들어가서 마치 거북이가 돌아다니듯이 집집마다 찾아 다니면서 춤을 추며 논다. 그러다가 힘이 빠지면 모두 쓰러져 움직이지 않는다. 이때 거북을 몰고 다니는 이가 "이 거북이가 동해바다를 건너오느라고 힘이 지쳐 누웠으니 먹을 것을 좀 주시오"라고 한다. 그러면 그 집 주인은 송편·떡·과일 등의 음식을 한상 차려 내놓는다. 그것을 먹고 나면 또 거북이를 모는 이가 "거북아, 먹이는 나왔으니 인사나 하고 가자"라고 한다. 그러면 거북이는 이때 주인을 향하여 넙신 절을 하고 또 한바탕 춤을 추며 놀다가 다른 집으로 가는 것을 반복한다.